# Василиос Манос
Василиос Манос (на гръцки: Βασίλειος Μάνος) е гръцки учител, деец на Гръцката въоръжена пропаганда в Македония.

## Биография
Василиос Манос е роден в Кожани, тогава в Османската империя. Брат е на гръцките национални дейци Николаос и Атанасиос Манос. Василиос Манос се мести в Солун, където развива широка обществена дейност. Член е на много гръцки организации в града. Присъединява се към гръцката въоръжена пропаганда в Македония и действа като агент от трети ред. Той е сред основателите на Солунското дружество на любителите на музиката, създадено в 1899 година, което цели духовното развитие на гръцките деца. От дружеството в 1908 година възниква футболен клуб „Ираклис“.
Работи като учител в девическото училище „Нукас“, в Централното общинско училище и от 1913 година в лицея „Мараслиос“. Член е на борда на Солунското образователно дружество.